# HD175250
HD175250 — хімічно пекулярна зоря спектрального класу B9, що має видиму зоряну величину в смузі V приблизно  6,9.
Вона  розташована на відстані близько 629,6 світлових років від Сонця.

## Пекулярний хімічний склад
Зоряна атмосфера HD175250 має підвищений вміст 
Eu
.